# Detlev Ganten

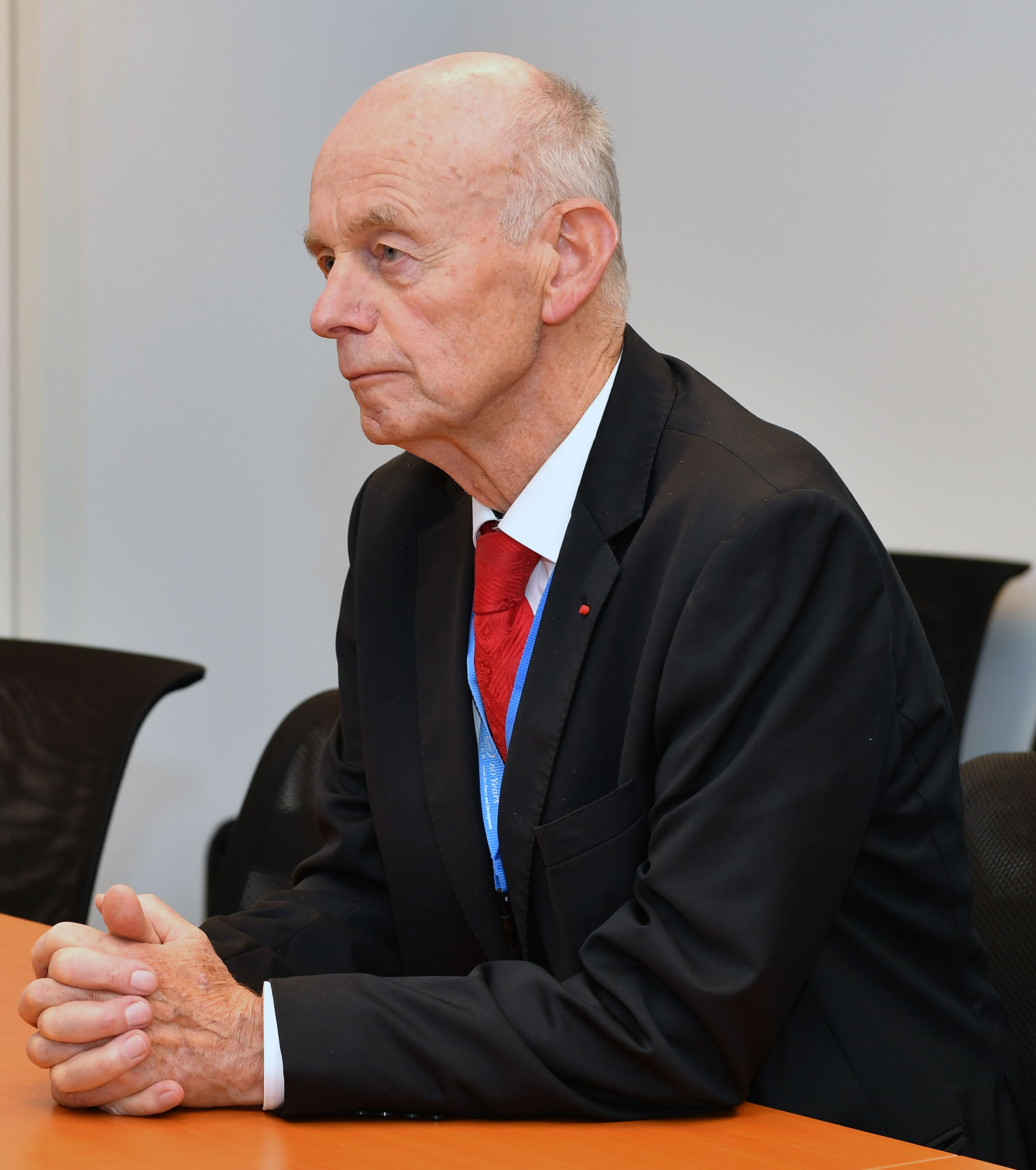
Detlev Ganten (2017)

Detlev Ganten (* 28. März 1941 in Lüneburg) ist ein deutscher Pharmakologe.
Er ist Facharzt für Pharmakologie und Klinische Pharmakologie. Er war von 1973 bis 1991 Professor am Pharmakologischen Institut der Universität Heidelberg und von 1997 bis 2001 Vorsitzender der Helmholtz-Gemeinschaft Deutscher Forschungszentren. Von 1991 bis 2004 war Ganten Gründungsdirektor des Max-Delbrück-Centrums für Molekulare Medizin (MDC) in Berlin-Buch. Von 2004 bis 2008 war er Vorstandsvorsitzender der neuen Charité – Universitätsmedizin Berlin und von 2005 bis 2015 Vorsitzender des Stiftungsrates der Stiftung Charité; seit 2016 ist er dessen Ehrenvorsitzender. Von 2009 bis 2020 war er Präsident des World Health Summit. Seit 2021 ist er Gründungspräsident und Vorstand des Kuratoriums der Virchow Foundation for Global Health. 

## Leben

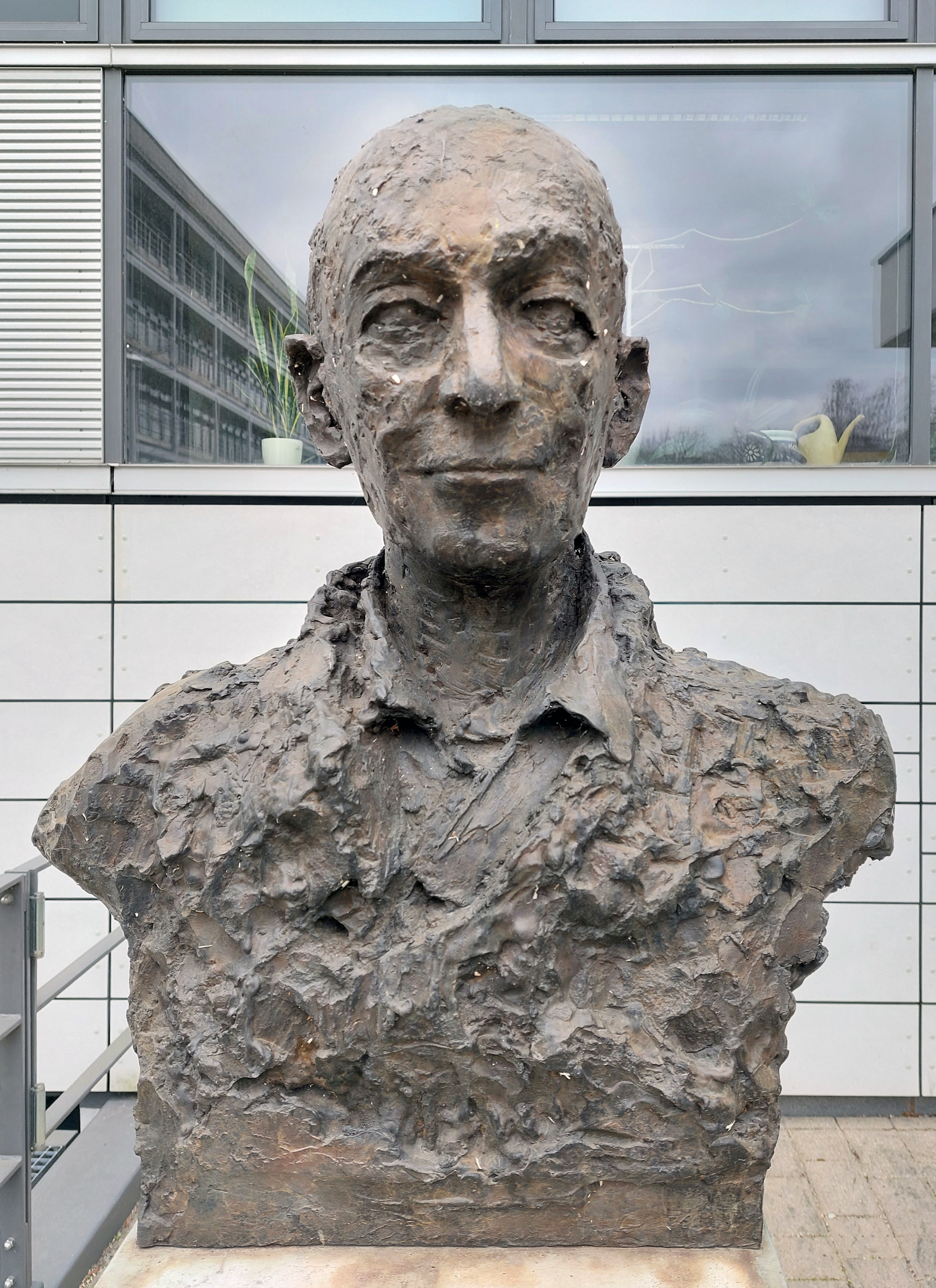
Büste auf dem Campus Berlin-Buch

Ganten wuchs in Bremen auf und machte eine Ausbildung zum landwirtschaftlichen Gehilfen in Elmshorn, die er 1959 abschloss. Danach studierte er ab 1962 Medizin in Würzburg und bestand dort 1964 das Physikum. Von 1964 bis 1965 setzte er sein Medizinstudium in Montpellier (Frankreich) fort, um anschließend in der Chirurgischen Abteilung des französischen Krankenhauses Mamounia in Marrakesch (Marokko) zu arbeiten. Von 1966 bis 1968 setzte er das Medizinstudium in Tübingen fort und beendete sein Studium dort mit dem medizinischen Staatsexamen.
Im Jahre 1968 promovierte er in der Chirurgischen Klinik der Universität Tübingen. Die anschließende Medizinalassistenten-Zeit 1968/69 erfolgte in der Inneren Medizin in Tübingen und in der Frauenheilkunde und Geburtshilfe des Städtischen Krankenhauses Emden. 1970 erhielt er die Approbation als Arzt. Von 1969 bis 1973 schloss sich ein Forschungsaufenthalt am Clinical Research Institute in Montréal, Canada an. Im Jahre 1973 wurde ihm für seine dortigen wissenschaftlichen Arbeiten der „Doctor of Philosophy (PhD)“ an der McGill University in Montréal verliehen. Von 1973 bis 1991 arbeitete Ganten am Pharmakologischen Institut der Universität Heidelberg und habilitierte dort 1974 für Experimentelle Medizin. Im Jahre 1975 erhielt er in Heidelberg eine Professur und 1978 die Anerkennung als Facharzt für Pharmakologie.
Nach der Deutschen Wiedervereinigung wurde Ganten 1991 durch den Bundesforschungsminister zum Gründungsdirektor des Max-Delbrück-Centrums für Molekulare Medizin (MDC) Berlin-Buch ernannt mit der Aufgabe, die dortigen Zentralinstitute der Akademie der Wissenschaften der DDR zu reorganisieren. 1993 übernahm er außerdem den Lehrstuhl für klinische Pharmakologie an der Medizinischen Fakultät der Freien Universität Berlin. Von 1997 bis 2001 war er Vorsitzender der Helmholtz-Gemeinschaft Deutscher Forschungszentren, zu der das Max-Delbrück-Centrum für Molekulare Medizin (MDC) Berlin-Buch gehört.
Im Jahre 2004 wurde Ganten vom Senat der Stadt Berlin zum Vorstandsvorsitzenden der Charité-Universitätsmedizin Berlin ernannt, verbunden mit der Aufgabe, die Medizinische Fakultät der Freien Universität im ehemaligen Westberlin mit der Medizinischen Fakultät der Humboldt-Universität („Charité“) unter dem gemeinsamen Dach der neuen „Charité – Universitätsmedizin Berlin“ zu vereinen. Am 1. September 2008 übergab er das Amt des Vorstandsvorsitzenden an den ehemaligen Vorsitzenden des Wissenschaftsrats, Professor Karl Max Einhäupl.
Im Jahre 2009, aus Anlass der 300-Jahr-Feier der Charité, rief Ganten den World Health Summit ins Leben, der seitdem jährlich im Oktober in Berlin stattfindet. Von 2009 bis 2020 hielt er die Position als World Health Summit Präsident. Das akademische Rückgrat dieser internationalen Global Health Konferenz ist die „M8 Alliance of Academic Health Centers, Universities and National Academies“.

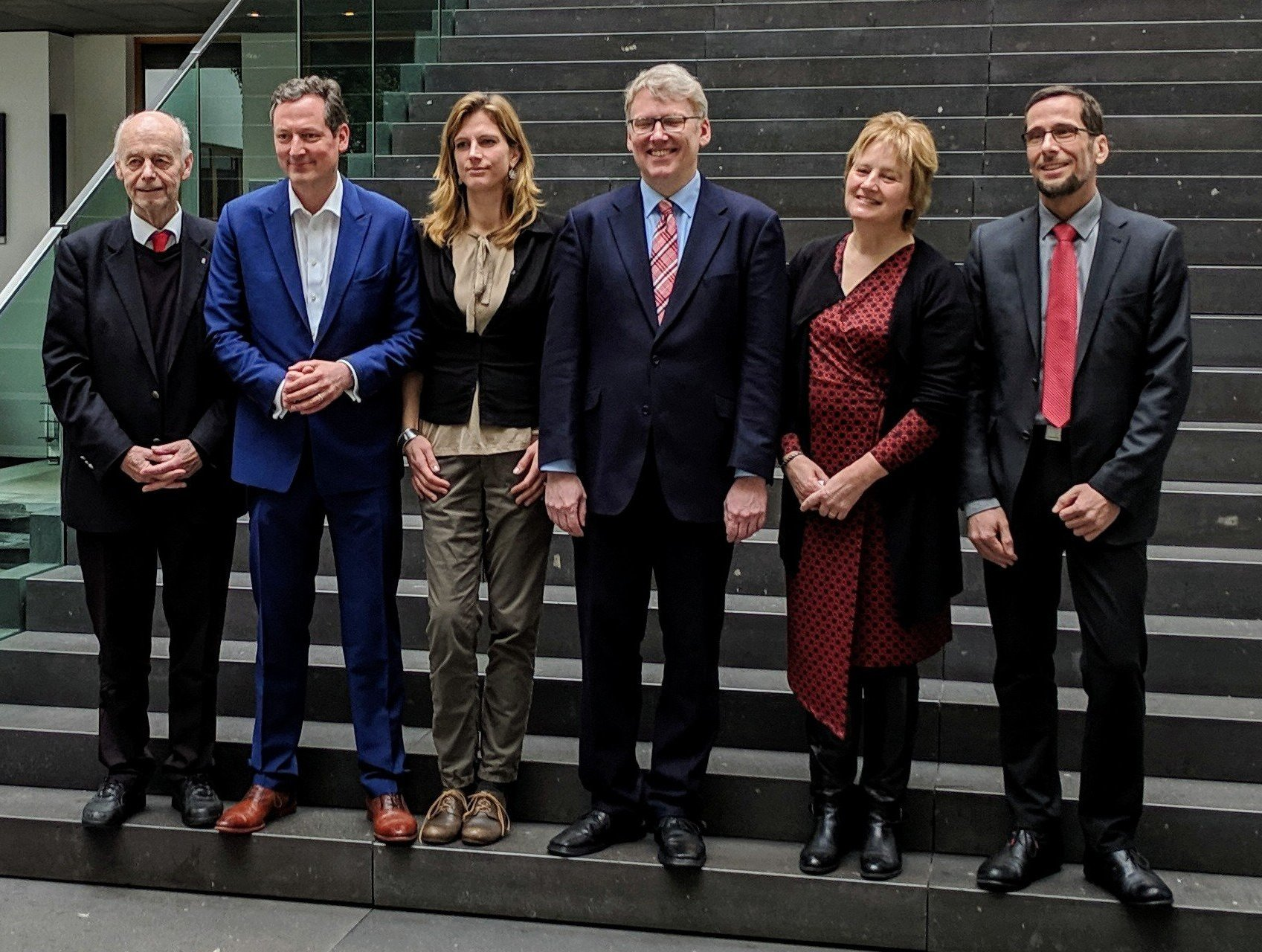
Detlev Ganten, Eckart von Hirschhausen, Maja Göpel, Gregor Hagedorn, Karen Helen Wiltshire und Volker Quaschning (von links nach rechts) bei der Vorstellung der #Scientists4Future-Stellungnahme am 12. März 2019 in Berlin vor der Bundespressekonferenz

Seit Frühjahr 2019 engagiert sich Ganten zusammen mit anderen Wissenschaftlern in der Initiative Scientists for Future.

## Forschungsgebiete
Gantens Forschungsgebiete liegen vor allem in der Erforschung der Blutdruckregulation und der Ursachen des Bluthochdrucks. Er klärte grundlegende Mechanismen der Entstehung von Herzkreislauferkrankungen und der Hypertonie auf und befasste sich besonders mit der hormonalen Regulation und Behandlung des Bluthochdrucks, besonders dem Renin-Angiotensin-System. Aus diesen Forschungen sind neue wirksame Medikamente zur Behandlung des hohen Blutdrucks und seiner Folgekrankheiten, Gefäßschäden, Arteriosklerose, Hirnschlag, Nierenversagen, Herzinfarkt und Herzversagen hervorgegangen. Ganten hat Methoden der molekularen Genetik, der Genomik und der molekularen Analyse insbesondere transgene Techniken in seiner Forschung eingesetzt und diese für pharmakologische und medizinische Fragestellungen weiterentwickelt.
Zudem bearbeitete er die Evolution von Genen der Herzkreislaufregulation und beteiligte sich an der Entwicklung des Konzeptes einer Evolutionären Medizin und einer ganzheitlichen, holistischen Betrachtungsweise von Gesundheit und Krankheit.

## Familie
Detlev Ganten ist verheiratet und hat zwei Kinder.

## Auszeichnungen
- Chavez Award der International Society of Hypertension (1981)
- Sechenev-Medaille der Medizinischen Akademie Moskau
- Wissenschaftspreis der Deutschen Hochdruckliga
- Franz Gross Preis der Deutschen Hochdruckliga
- Ludwig-Heilmeyer-Medaille der Walter-Siegenthaler-Gesellschaft für Fortschritte auf dem Gebiet der Inneren Medizin (1990)
- Max-Planck-Forschungspreis (mit Kazuo Murakami)
- Okamoto-Preis der Japan Vascular Disease Research Foundation
- CIBA-Preis des Council for High Blood Pressure Research der American Heart Association (1992)
- Verdienstorden des Landes Berlin (1997)
- Bundesverdienstkreuz 1. Klasse (10. Oktober 2000)[4]
- Ehrenlegion (Frankreich) (Ritter 2003, Offizier 2012)
- Alexander von Humboldt-Medaille der Gesellschaft Deutscher Naturforscher und Ärzte (GDNÄ) (2012)
- Paracelsus-Medaille (2022)
- Ehrendoktorate
  - der Universität Alexandru Ioan Cuza Iași, Rumänien (1995)
  - der Universität Coimbra, Portugal (2015)
  - der Universität Maastricht, Niederlande (2015)
  - der Charité – Universitätsmedizin Berlin, Deutschland (2016)
  - der Université de Montréal, Kanada (2017)
  - der Universität La Sapienza Rom, Italien (2017)
  - der Universität Istanbul, Türkei (2018)
- German Global Health Award der German Health Alliance (GHA)

## Mitgliedschaften, Positionen
Detlev Ganten ist Mitglied der Heidelberger Akademie der Wissenschaften, der Berlin-Brandenburgischen Akademie der Wissenschaften (BBAW), der Deutschen Akademie der Naturforscher Leopoldina, der Académie de Berlin, der Academia Europaea (1991), der Polnischen Akademie der Gelehrsamkeit (PAU) in Krakau, der Polnischen Akademie der Wissenschaften in Warschau, der Académie Nationale de Médecine in Paris, des Collège de France und der Russischen Akademie der Wissenschaften.
Detlev Ganten hat folgende Funktionen und Ämter innegehabt:
- 1992–1998: Präsident der World Hypertension League
- 1992–1997: Mitglied des Gesundheitsforschungsrats des Bundesministeriums für Forschung und Technologie
- 1993–1998: Mitglied des Wissenschaftsrats der Bundesrepublik Deutschland
- 1996–1998: Präsident der Gesellschaft Deutscher Naturforscher und Ärzte (GDNÄ)
- 1997–2001: Vorsitzender der Hermann-von-Helmholtz-Gemeinschaft Deutscher Forschungszentren
- 2001–2007: Mitglied im Nationalen Ethikrat[6]
- 2004–2012: Präsident des Comité international d’orientation scientifique et stratégique (COSS) des Collège de France
- 2013–2018: Co-Chair, Interacademy Partnership (IAP) for Health
- 2011–2019 Mitglied im Verwaltungsrat der Universität Paris Sciences et Lettres (PSL).
- 2009–2020: World Health Summit Präsident
- Seit 2021: Virchow Foundation for Global Health Stiftungsgründer

Derzeitige Funktionen:
- Seit 2009 Vorsitzender des Kuratoriums des Max-Planck-Instituts für Kolloid- und Grenzflächenforschung (MPI-KG) und des Max-Planck-Instituts für molekulare Pflanzenphysiologie (MPI–MP) in Potsdam.
- Seit 2011 Mitglied des Wissenschaftlichen Beirats der Universität Sorbonne Paris Cité (Frankreich).
- Seit 2009 Founding President des World Health Summit.
- Seit 2009 Gründungsmitglied und Projektleiter des „Genshagener Kreises“.
- Seit 2016 Ehrenvorsitzender des Stiftungsrates der Stiftung Charité.
- Seit 2017 Ehrenmitglied des Max Delbrück Centrums für Molekulare Medizin (MDC) Berlin Buch.
- Seit 2018 Vorstandsmitglied der Deutschen Gesellschaft der Mitglieder der Französischen Ehrenlegion und des Französischen Nationalen Verdienstordens e. V.

## Herausgeber, Editorial Board
- Journal of Molecular Medicine (2005–2018)
- Handbook of Experimental Pharmacology (1980–2015)
- Clinical and Experimental Hypertension (1982–2008)
- Journal of Hypertension (1981–2005)
- Humanprojekt-Interdisziplinäre Anthropologie, de Gruyter, Berlin Brandenburgische Akademie der Wissenschaften (mit Volker Gerhardt, Nida Rümelin (seit 2007))

## Publikationen (Auswahl)
- mit K. Hayduk, H. M. Brecht, R. Boucher und J. Genest: Evidence of renin release or production in splanchnic territory. In: Nature. Nr. 226, 1970, S. 551–552.
- mit J. L. Minnich, P. Granger, K. Hayduk, H. M. Brecht, A. Barbeau, R. Boucher und J. Genest: Angiotensin-forming enzyme in brain tissue. In: Science. Nr. 173, 1971, S. 64–65.
- mit M. I. Phillips, J. F. E. Mann, H. Haebara, W. E. Hoffman, R. Dietz und P. Schelling: Lowering of hypertension by central saralasin in the absence of plasma renin. In: Nature. Nr. 270, 1977, S. 445–447.
- mit R. E. Lang, H. Thölken, F. C. Luft, H. Ruskoaho und T. Unger: Atrial natriuretic factor: a circulating hormone stimulated by volume loading. In: Nature. Nr. 314, 1985, S. 264–266. PMID 3157062.
- mit U. Ganten, G. Schröder, M. Witt, F. Zimmermann und G. Stock: Sexual dimorphism of blood pressure in spontaneously hyperptensive rats: effects of anti-androgen treatment. In: J. Hypertens. Nr. 7, 1989, S. 721–726. PMID 2529310.
- mit E. Hackenthal, M. Paul und R. Taugner: Morphology, physiology, and molecular biology of renin secretion. In: Physiol Rev. Nr. 70, 1990, S. 1067–1116.
- mit J. J. Mullins und J. Peters: Fulminant hypertensin in transgenic rats harbouring the mouse Ren-2 gene. In: Nature. Nr. 344, 1990, S. 541–544. PMID 2181319.
- mit P. Hilbert, K. Lindpaintner, J. Beckmann, T. Serikawa, F. Soubrier, C. Dubay, P. Cartwright, B. DeGouyon, C. Julier, S. Takahasi, M. Vincent, M. Georges und G. Lathrop: Chromosomal mapping of two genetic loci associated with blood-pressure regulation in hereditary hypertensive rats. In: Nature. Nr. 353, 1991, S. 521–529.
- mit H. J. Jacob, K. Lindpaintner, S. E. Lincoln, K. Kusumi, R. K. Bunker, Y. P. Mao, V. J. Dzau, E. S. Lander: Genetic mapping of a gene causing hypertension in the stroke-prone spontaneously hypertensive rat. In: Cell. Nr. 67, 1991, S. 213–224. PMID 1655275.
- mit J. Wagner, K. Zeh, M. Bader, J. B. Michel, M. Paul, F. Zimmermann, P. Ruf, U. Hilgenfeldt und U. Ganten: Species specificity of renin kinetics in transgenic rats harboring the human renin and angiotensinogen genes. In: Proc. Natl. Acad. Sci. USA. Nr. 89, 1992, S. 7806–7810. PMID 1502199.
- mit S. Rubattu, M. Volpe, R. Kreutz, U. Ganten und K. Lindpaintner: Chromosomal mapping of quantitative trait loci contributing to stroke in a rat model of complex human disease. In: Nature Genetics. Nr. 13, 1996, S. 429–434. PMID 8696337.
- mit F. Fändrich, X. Lin, G. X. Chai, M. Schulze, M. Bader, J. Holle, D.S. Huang, R. Parvaresch, N. Zavazava und B. Binas: Preimplantation-stage stem cells induce allogeneic graft tolerance without supplementary host conditioning. In: Nature Medicine. Nr. 8, 2002, S. 171–178. PMID 11821902.
- Rat Genome Sequencing Project Consortium. Genome Sequence of the Brown Norway rat yields insights into mammalian evolution. In: Nature. Nr. 428, 2004, S. 493–521.
- M. Bader, D. Ganten: Update on tissue renin-angiotensin systems. In: J Mol Med. Nr. 86, 2008, S. 615–621.
- Ganten, D. Vorsitz der Arbeitsgruppe: Public Health in Deutschland - Strukturen, Entwicklungen und globale Herausforderungen – Stellungnahme der Nationalen Akademie der Wissenschaften Leopoldina, der acatech – Deutsche Akademie der Technikwissenschaften - und der Union der deutschen Akademie der Wissenschaften. 2015, ISBN 978-3-8047-3345-9.
- K. Sipido, L. Degos, R. Frackowiak, D. Ganten, H. Hofstraat, I. Horvath, F. Luyten, M. Manns, W. Oertel, T. Zima: Better research for better health in Europe: The „Scientific Panel for Health“ Vision. In: The Lancet. Nr. 388, 2016, S. 865–866.
- Ganten, D. "Franz Gross, Pharmacologist and Hypertensive Researcher." Naunyn-Schmiedebergs Archives of Pharmacology 390: 1, 2017.
- T. Lissek, M. Adams, J. Adelman, E. Ahissar, M. Akaaboune, H. Akil, M. a'Absi, F. Arain, J. Carlos Arango-Lasprilla, D. Atasoy, J. Avila, A. Badawi, H. Bading, A. M. Baig, J. Baleriola, C. Belmonte, I. Bertocchi, H. Betz, C. Blakemore, O. Blanke, P. Boehm-Sturm, T. Bonhoeffer, P. Bonifazi, N. Brose, P. Campolongo, T. Celikel, C. C. Chang, T.-Y. Chang, A. Citri, H. T. Cline, J. M. Cortes, K. Cullen, K. Dean, J. M. Delgado-Garcia, M. Desroches, J. F. Disterhoft, J. E. Dowling, A. Draguhn, S. F. El-Khamisy, A. El Manira, S. A. Enam, J. M. Encinas, A. Erramuzpe, J. A. Esteban, I. Farinas, E. Fischer, I. Fukunaga, I. Gabilondo, D. Ganten, A. Gidon, J. Carlos Gomez-Esteban, P. Greengard, V. Grinevich, A. Gruart, R. Guillemin, A. R. Hariri, B. Hassan, M. Hausser, Y. Hayashi, N. K. Hussain, A. A. Jabbar, M. Jaber, R. Jahn, E. M. Janahi, M. Kabbaj, H. Kettenmann, M. Kindt, S. Knafo, G. Koehr, S. Komai, H. Krugers, B. Kuhn, N. Lakhdar Ghazal, M. E. Larkum, M. London, B. Lutz, C. Matute, L. Martinez-Millan, M. Maroun, J. McGaugh, A. A. Moustafa, A. Nasim, K.-A. Nave, E. Neher, K. Nikolich, T. Outeiro, L. M. Palmer, O. Penagarikano, I. Perez-Otano, D. W. Pfaff, B. Poucet, A.-u. Rahman, P. Ramos-Cabrer, A. Rashidy-Pour, R. J. Roberts, S. Rodrigues, J. R. Sanes, A. T. Schaefer, M. Segal, I. Segev, S. Shafqat, N. A. Siddiqui, H. Soreq, E. Soriano-Garcia, R. Spanagel, R. Sprengel, G. Stuart, T. C. Sudhof, J. Tonnesen, M. Trevino, B. M. Uthman, J. C. Venter, A. Verkhratsky, C. Weiss, T. N. Wiesel, E. Yaksi, O. Yizhar, L. J. Young, P. Young, N. H. Zawia, J. L. Zugaza, M. T. Hasan: Building Bridges through Science. In: Neuron. Band 96, Nr. 4, 2017, S. 6.
- V. Hachinski, D. Ganten, D. Lackland, R. Kreutz, K. Tsioufis, W. Hacke: Implementing the Proclamation of Stroke and Potentially Preventable Dementias. In: International Journal of Stroke. Band 13, Nr. 8, 2018, S. 7.
- Jochen Niehaus, Detlev Ganten: Health and Critical Illness from a Global Perspective. In: Nova Acta Leopoldina. NF Nr. 421, 2018.
- Detlev Ganten, Karsten Lunze, Nora Anton, Ilona Kickbusch: Health is more than Medicine. G20 Insights, 30. Mai 2018.
- Detlev Ganten, João Gabriel Silva, Fernando Regateiro, Ali Jafarian, Hélène Boisjoly, Antoine Flahaut, Ben Canny, José Otávio Auler Jr, Julian Kickbusch, Joerg Heldmann, Axel Pries, Michael J. Klag: Science has to take Responsibility 10 years World Health Summit - The road to better health for all. In: Frontiers in public health. 14. Oktober 2018, doi:10.3389/fpubh.2018.00314.
- Reinhold Kreutz, Engi Abd El-Hady Algharably, Detlev Ganten, Franz Messerli: Renin-Angiotensin-System (RAS) und COVID-19. Thieme Verlag, 2020, DOI:10.1055/a-1152-3469

## Bücher (Auswahl)
- mit Klaus Ruckpaul (Hrsg.): Handbuch der molekularen Medizin. Acht Bände.  Springer, Berlin/Heidelberg 1997–2000, DNB 949377112.
- mit Klaus Ruckpaul (Hrsg.): Grundlagen der molekularen Medizin. Springer, Berlin/Heidelberg 2003. 2. überarbeitete und erweiterte Auflage. Springer, Berlin/Heidelberg/New York 2003 (früher Teil des Handbuches der molekularen Medizin).
- mit Thomas Deichmann und Thilo Spahl: Leben, Natur, Wissenschaft: alles, was man wissen muss. Eichborn, Frankfurt am Main 2003, ISBN 3-8218-3981-3 (als Taschenbuchausgabe: Naturwissenschaft: alles, was man wissen muss. dtv, München 2005, ISBN 3-423-34237-4).
- mit Klaus Ruckpaul: Encyclopedic reference of genomics and proteomics in molecular medicine. Springer, 2006, ISBN 978-3-540-44244-8.
- mit Volker Gerhardt, Julian Nida-Rümelin: Was ist der Mensch? In: Humanprojekt – eine Interdisziplinäre Anthropologie, de Gruyter, 2008.
- mit Thilo Spahl und Thomas Deichmann: Die Steinzeit steckt uns in den Knochen: Gesundheit als Erbe der Evolution. Piper, München/Zürich 2011, ISBN 978-3-492-26398-6 (zuerst 2009).
- mit Jochen Niehaus: Die Gesundheitsformel: Die großen Zivilisationskrankheiten verstehen und verhindern. Knaus, München 2014, ISBN 978-3-8135-0648-8.
- mit Kristina Heldmann. „Ohne Eis kein Eisbär. Klimawissen zum Mitreden“, Verlagshaus Jacoby & Stuart, 2020, ISBN 978-3-96428-055-8 (Kindersachbuch).